# 336
El 336 (CCCVI) fou un any de traspàs començat en dijous del calendari julià.

## Necrològiques
- Se celebra un concili regional donatista amb la participació de bisbes de totes les ciutats del nord d'Àfrica.[1]